# Virgil Hill
Virgil Eugene Hill (ur. 18 stycznia 1964 w Clinton) – amerykański bokser, wicemistrz olimpijski z Los Angeles (1984) w wadze średniej, po przejściu na zawodowstwo był dwukrotnym mistrzem świata WBA w wadze półciężkiej (1987-1991, 1992-1997) i junior ciężkiej (2000-2002, 2006-2007).
Były mąż lekkoatletki Denean Howard-Hill.

## Kariera zawodowa
13 czerwca 1997 w Oberhausen przegrał z Dariuszem Michalczewskim, tracąc mistrzowskie pasy organizacji WBA i IBF w kat. półciężkiej.
Sportową karierę zakończył w 2007 roku po porażce z Firatem Arslanem.